# دوگلاس (بازیکن فوتبال، زاده ۱۹۸۲)
دوگلاس (انگلیسی: Douglas؛ زادهٔ ۱۸ فوریهٔ ۱۹۸۲) بازیکن فوتبال اهل برزیل است.
از باشگاه‌هایی که در آن بازی کرده‌است می‌توان به باشگاه ورزشی واسکو دوگاما، باشگاه فوتبال الوصل امارات، باشگاه فوتبال چای‌کار ریزه‌اسپور، باشگاه فوتبال گرمیو، باشگاه فوتبال کریسیوما، و باشگاه فوتبال کورینتیانس اشاره کرد.
وی همچنین در تیم ملی فوتبال برزیل بازی کرده‌است.